# Bárbara Rey, mi verdad
Bárbara Rey, mi verdad es una serie de dos entrevistas grabadas y una en plató de Bárbara Rey en la que se tratan temas de su vida personal y datos desconocidos hasta la fecha. El programa estuvo producido por Producciones Mandarina para su emisión en Telecinco, y contó con Bea Archidona y Santi Acosta como maestros de ceremonia.

## Formato
Emitido durante dos lunes entre las 22h10 y las 01h55 en formato de debate en Telecinco, presentado por Bea Archidona y Santi Acosta, donde se emitió cada día una entrevista, para acto seguido comentarlos entre algunos de los colaboradores más conocidos de la cadena.

## Equipo
- Producción: Producciones Mandarina
- Dirección y coordinación: Julia Tapia

### Presentadoras
| Bea Archidona | Periodista y presentadora |  |  |  |
| Santi Acosta  | Periodista y presentador  |  |  |  |

### Colaboradores
| Ángela Portero       | Periodista                                 |  |  |  |
| Alessandro Lecquio   | Colaborador de televisión                  |  |  |  |
| Kike Calleja         | Periodista                                 |  |  |  |
| Terelu Campos        | Colaboradora de televisión                 |  |  |  |
| Sandra Aladro        | Periodista, directora de la agencia Gtres  |  |  |  |
| Isabel Rábago        | Periodista                                 |  |  |  |
| Jose Manuel Parada   | Presentador de televisión                  |  |  |  |
| Juan Luis Galiacho   | Periodista                                 |  |  |  |
| Boris Izaguirre      | Presentador y escritor                     |  |  |  |
| Jorge Borrajo        | Periodista y director de la revista Semana |  |  |  |
| Sonia Ferrer         | Presentadora y actriz                      |  |  |  |
| Álvaro García Pelayo | Periodista                                 |  |  |  |

## Audiencias
| N.º | Invitados                    | Fecha de emisión        | Audiencia         |
| --- | ---------------------------- | ----------------------- | ----------------- |
| 1   | Bárbara Rey, mi verdad (I)   | 9 de diciembre de 2024  | 1 025 000 (16,7%) |
| 2   | Bárbara Rey, mi verdad (II)  | 16 de diciembre de 2024 | 831 000 (13,5%)   |
| 3   | Bárbara Rey, mi verdad (III) | 23 de diciembre de 2024 | 898 000 (13,3%)   |

     Líder en su franja de emisión.